# Fred Singer

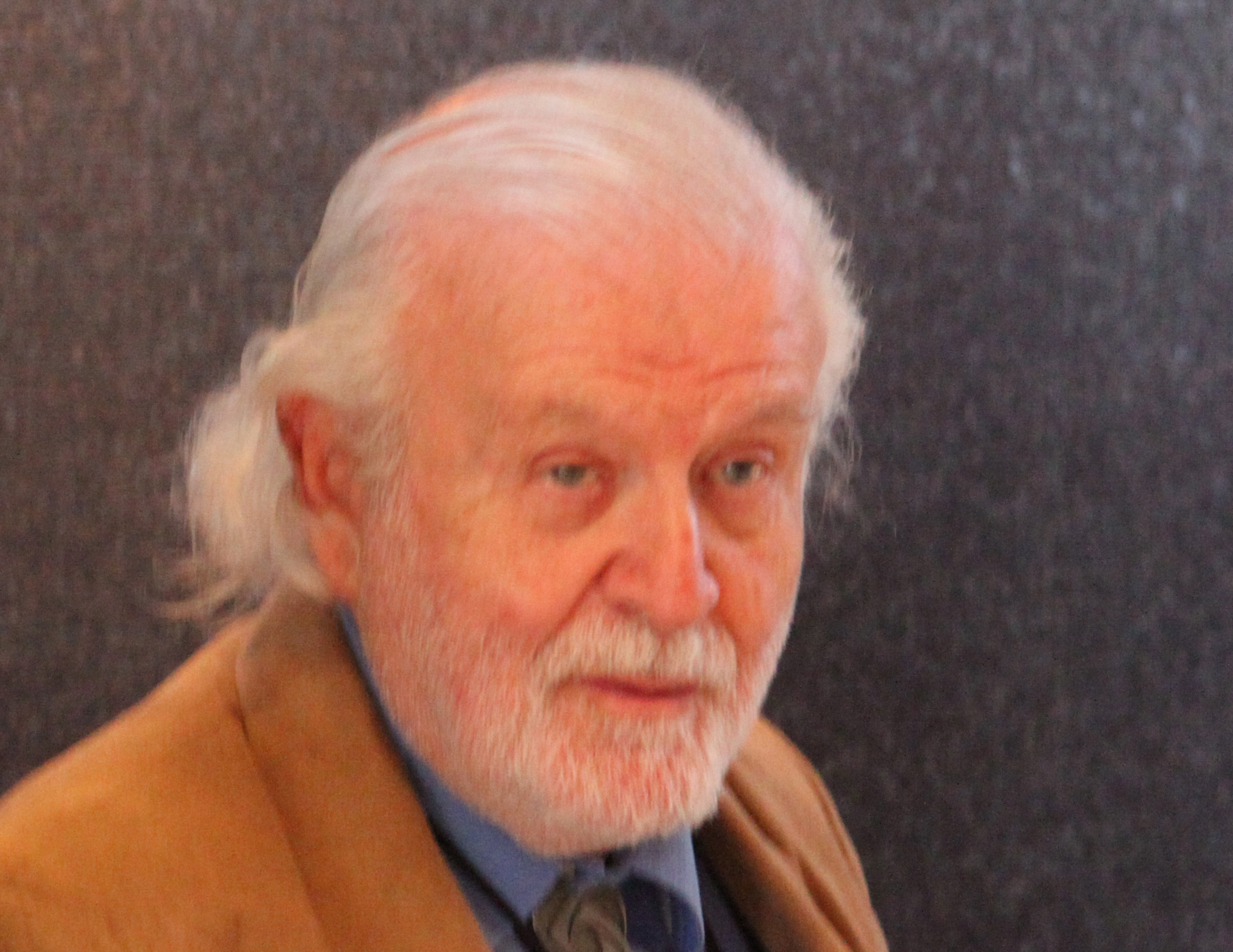
S. Fred Singer 31 augustus 2011 in De Bilt

Siegfried Fred Singer (meestal S. Fred Singer genoemd, Wenen, 27 september 1924 - Maryland, 6 april 2020) was een in Oostenrijk geboren Amerikaans natuurkundige en emeritus professor van de Universiteit van Virginia.
Na een lange wetenschappelijke carrière staat Singer vooral bekend als lobbyist en scepticus op het gebied van vele milieukwesties. Zijn methode van beïnvloeding van politici door kritische analyse van gevalideerde wetenschappelijke resultaten op het gebied van gezondheid, milieu en klimaat leidde tot diverse kritiek.

## Jeugd en opleiding
S. Fred Singer werd geboren in Wenen. Toen de nazi’s aan de macht kwamen, vluchtte zijn familie. Singer werd met andere Joodse kinderen op een vluchtelingentrein gezet en belandde uiteindelijk in het Verenigd Koninkrijk waar hij als tiener een poos werkte als opticien. Later emigreerde hij naar Ohio in de Verenigde Staten en in 1944 werd hij Amerikaans staatsburger.

## Wetenschappelijke carrière
Singer staat bekend om zijn werk in de atmosfeerfysica, ruimtevaart, en de raket- en satelliettechnologie. Wereldwijd is hij vooral bekend als klimaatscepticus. Hij schreef verschillende boeken, waaronder Global Effects of Environmental Pollution (1970), The Ocean in Human Affairs (1989), Global Climate Change (1989), The Greenhouse Debate Continued (1992), and Hot Talk, Cold Science (1997).
Singer had een gevarieerde loopbaan. In de Tweede Wereldoorlog ontwikkelde hij nieuwe zeemijnen voor de Amerikaanse Marine en tussen 1950 en 1953 werkte hij als verbindingsofficier bij de Amerikaanse ambassade in Londen.
Hij behaalde zijn doctoraat in 1948 aan de universiteit van Princeton met de dissertatie Extensive Airshowers of Cosmic Rays. Zijn promotor was John Archibald Wheeler en het examencomité bestond uit vooraanstaande geleerden als de vader van de atoombom Robert Oppenheimer en Nobelprijswinnaar Niels Bohr.
Fred Singer werd een van de leidende figuren in de vroege ruimtevaartwetenschap. Hij was betrokken bij de ontwikkeling van observatiesatellieten en in 1962 zette hij het National Weather Bureau's Satellite Service Center op. Hij was als adviseur betrokken bij het Environmental Protection Agency en het Amerikaanse ministerie van transport.
Van 1971 tot 1994 was hij professor aan de Universiteit van Virginia en tot 2000 aan de George Mason University.

## Milieukritiek
Buiten de academische wereld verwierf S. Fred Singer vooral bekendheid omdat hij als lobbyist bij verschillende conservatieve denktanks tegen bepaalde wetenschappelijke resultaten inging en een breed scala aan milieu- en gezondheidsproblemen in twijfel trok doorgaans zonder zelf wetenschappelijk onderzoek te doen, zoals de opwarming van de aarde, het ontstaan van het ozongat ten gevolge van cfk,
kanker door asbest en tabak, het verband tussen uv B en melanoom en het verbod op DDT.
Singer richtte het Science & Environmental Policy Project (SEPP) op om zijn standpunten uit te dragen. De Nederlander Hans Labohm werkt regelmatig samen met Fred Singer, zoals aan het NiPCC-rapport.  
Vooral Singers standpunten over passief roken en klimaatverandering kregen veel kritiek. Zo werd hem verweten dat zijn studies werden gefinancierd door de olie- en tabaksindustrie.
Wetenschapshistoricus Naomi Oreskes en Erik Conway noemen in hun boek Merchants of Doubt S. Fred Singer als een van de drie natuurkundigen (samen met Frederick Seitz en William Nierenberg) die zichzelf regelmatig in de media als lobbyisten en sceptici opwierpen en bewezen wetenschappelijke resultaten aanvielen.

### Passief roken
Singer was in 1994 betrokken als schrijver en beoordelaar van een rapport van de Alexis de Tocqueville Institution.
Dit rapport bekritiseerde het Environmental Protection Agency (EPA) voor zijn studie uit 1993 over de schadelijkheid van passief roken, een rapport dat ze als “junk science” afdeden. Singer zei in 2006 in een interview met de CBC dat hij bij dat standpunt blijft en beweerde dat EPA de data had gemanipuleerd om een relatie te tonen tussen longkanker en passief roken. Oreskes en Conway laten zien dat EPA zich baseerde op vele gecontroleerde onafhankelijke onderzoeken.

### Ozon
In 1995 verklaarde S. Fred Singer in een getuigenis voor het Amerikaans congres dat de wetenschappelijke basis voor de "zogenaamde ozonafbraak" fout was. Hij baseerde zich op een wetenschappelijke publicatie van de trendanalyse van de uv B-straling.
Een paar weken later won de Nederlander Paul Crutzen echter met Mario Molina en Frank Sherwood Rowland de Nobelprijs omdat zij de link tussen cfk’s en het ozongat overtuigend hadden aangetoond.

### Opwarming van de aarde
Fred Singer staat bekend als een van de sceptici en lobbyisten die de vermeende wetenschappelijke consensus over de menselijke invloed op de opwarming van de aarde betwisten, en daarom politieke maatregelen op dit gebied overbodig achten.
In 2007 verscheen hij in de omstreden documentaire The Great Global Warming Swindle.
Als hoofd van het klimaatsceptische organisatie NIPCC (Nongovernmental International Panel on Climate Change) maakt Fred Singer er een erezaak van om het IPCC regelmatig te confronteren met contradicties en fouten die opduiken in hun publicaties. Zo wijst Singer wijst erop dat de troposfeer, de onderste tien kilometer van de atmosfeer, elk jaar kouder wordt. Nochtans zou volgens alle klimaatmodellen die het IPCC hanteert, en die uitgaan van de veronderstelling dat koolzuurgas de oorzaak is van de opwarming, ook de troposfeer moeten opwarmen, wat niet gebeurt. Volgens Singer bestaat er een klimaatcycliciteit van 1500 jaar en komen we nu net uit de laatste koude cyclus van de kleine ijstijd. Hij baseert zich daarvoor op de verminderde zonneactiviteit zoals beschreven door Henrik Svensmark.

## Singer en de lage landen
S. Fred Singer onderhield nauwe banden met Nederlandse klimaatsceptici en dan vooral Hans Labohm met wie hij regelmatig op congressen verscheen. Adriaan Broere van de ter ziele gegane Stichting Klimaat noemt Singer zijn mentor. Fred Singer nam via video ook deel aan seminars van de milieukritische beweging De Groene Rekenkamer.
Op 31 augustus 2011 gaf Singer een lezing voor het Nederlandse Koninklijk Nederlands Meteorologisch Instituut. Het Klimaatportaal publiceerde de dag erop een artikel waarin de zwaarste kritiekpunten in Singers betoog werden weerlegd.
Op 1 september 2011 had Singer een lezing moeten geven in Brussel bij de Société Européenne des Ingénieurs et Industriels (SEII). Dat werd hem belet door de vicevoorzitter van het IPCC, de Belgische professor Jean-Pascal van Ypersele, die op 22 augustus een waarschuwingsbrief schreef aan het SEII. Daarin beweerde hij dat Singer werd gesponsord door de fossiele brandstoffenindustrie en aan desinformatie zou doen. De SEII annuleerde daarop de bijeenkomst. Buiten de auspiciën van de SEII werd die dag op een alternatieve locatie in Brussel alsnog een lezing georganiseerd. Volgens de Zweedse professor Claes Johnson van het Kungliga Tekniska högskolan ging het IPCC hiermee zijn boekje te buiten en maakte het zich schuldig aan intimidatie en censuur van tegensprekelijk, empirisch onderzoek.

## Publicaties
Onder meer
- Global Effects of Environmental Pollution (Reidel, 1970)
- Manned Laboratories in Space (Reidel, 1970)
- Is There an Optimum Level of Population? (McGraw-Hill, 1971)
- The Changing Global Environment (Reidel, 1975)
- Arid Zone Development (Ballinger, 1977)
- Economic Effects of Demographic Changes (Joint Economic Committee, U.S. Congress, 1977)
- Cost-Benefit Analysis in Environmental Decisionmaking (Mitre Corp, 1979)
- Energy (W.H. Freeman, 1979)
- The Price of World Oil (Annual Reviews of Energy, Vol. 8, 1983)
- Free Market Energy (Universe Books, 1984)
- Oil Policy in a Changing Market (Annual Reviews of Energy, Vol. 12, 1987)
- The Ocean in Human Affairs (Paragon House, 1989)
- The Universe and Its Origin: From Ancient Myths to Present Reality and Future Fantasy (Paragon House, 1990)
- Global Climate Change: Human and Natural Influences (Paragon House, 1989)
- The Greenhouse Debate Continued (ICS Press, 1992)
- The Scientific Case Against the Global Climate Treaty (SEPP, 1997)
- Hot Talk, Cold Science: Global Warming's Unfinished Debate (The Independent Institute, 1997)
- met Dennis Avery. Unstoppable Global Warming: Every 1500 Years (Rowman & Littlefield, 2007)
- met Craig Idso. Climate Change Reconsidered: 2009 Report of the Nongovernmental International Panel on Climate Change (NIPCC) (2009).